# Съоръжение
Съоръжението е постройка, сграда или инфраструктурно съоръжение, което е създадено с определена цел и функция. Такива съоръжения могат да бъдат много различни и да варират от малки конструкции до големи сгради и инфраструктури като мостове, държавни сгради, стадиони и други.
Съоръженията се използват за много различни цели, като например за жилищни, комерсиални, индустриални, транспортни или образователни нужди. Може да се построят и специализирани съоръжения за определени функции като хранителни заведения, болници, фитнес центрове, киносалони и други.
Материалите, използвани за построяването на съоръжения, могат да бъдат много различни и да зависят от множество фактори, като например функцията на сградата, географското местоположение, климатичните условия, разходите и др. Някои от материалите, които се използват за построяване на съоръжения, включват камък, тухла, бетон, стомана, дърво, стъкло, пластмаса и др.
При проектирането и построяването на съоръженията се вземат предвид множество фактори, като дизайн, безопасност, ефективност, устойчивост и удобство за ползване. Също така се извършват и строително-монтажни дейности, като например копаене на фундаменти, поставяне на стени и покриви, инсталация на електрически и санитарни системи, изграждане на пътища и други.
В зависимост от функцията и изискванията на съоръжението, се използват различни методи за построяването му. Например, при построяване на високи сгради и мостове, се използват специални техники и материали, за да се гарантира тяхната устойчивост и безопасност.
Освен това, след като съоръжението е построено, се извършва редовен поддръжка и ремонт, за да се осигури неговата дълготрайност и безопасност на потребителите му.